# Eleccions municipals de 2019 a Madrid
Les eleccions municipals de 2019 es van celebrar a Madrid el diumenge, 26 de maig, d'acord amb el Reial Decret de convocatòria d'eleccions locals a Espanya realitzat l'1 d'abril de 2019 i publicat al Butlletí Oficial de l'Estat el dia 2 d'abril. Es triaran els 57 regidors del ple de l'Ajuntament de Madrid, a través d'un sistema proporcional (fórmula D'Hondt), amb llistes tancades i una barrera electoral del 5%.

## Candidatures
Van ser proclamades 19 candidatures: Partit Animalista Contra el Maltractament Animal, Partit Humanista, Partit Socialista Obrer Espanyol, Partit Popular, Falange Espanyola de les JONS, Unió per Leganés, Ciutadans-Partit de la Ciutadania, Partit Llibertari, Per un Món més Just, Més Madrid, Esquerra Unida-Madrid a Peu Municipalista, Moviment Catòlic Espanyol, Vox, Unió Progrés i Democràcia, Madrid Intel·ligent, Partit Comunista dels Pobles d'Espanya, Amb tu Més, Partit Comunista dels Treballadors d'Espanya i Partit Castellà-Terra Comunera-Partit del Progrés de les Ciutats.

## Resultats
La candidatura de Más Madrid encapçalada per Manuela Carmena va obtenir una majoria simple de 19 regidors (1 menys que el 2015), per 15 regidors de la candidatura del Partit Popular, encapçalada per José Luis Martínez Almeida (6 menys), 11 de la llista de Ciutadans encapçalada per Begoña Villacís (4 més), 8 de la candidatura del Partit Socialista Obrer Espanyol, encapçalada per Pepu Hernández (1 menys) i 4 de la candidatura de VOX, encapçalada per Javier Ortega Smith, que va entrar per primer cop a l'Ajuntament.
| Candidatura                                                                             | Candidatura                                                                             | Vots              | %                    | Escons               |
| --------------------------------------------------------------------------------------- | --------------------------------------------------------------------------------------- | ----------------- | -------------------- | -------------------- |
|                                                                                         | Més Madrid (Más Madrid)                                                                 | 503.990,000       | 30,94                | 19                   |
|                                                                                         | Partit Popular (PP)                                                                     | 394.708           | 24,23                | 15                   |
|                                                                                         | Ciutadans-Partit de la Ciutadania (Cs)                                                  | 311.617,000       | 19,13                | 11                   |
|                                                                                         | Partit Socialista Obrer Espanyol (PSOE)                                                 | 223.582,000       | 13,72                | 8                    |
|                                                                                         | Vox (Vox)                                                                               | 124.252,000       | 7,63                 | 4                    |
| Izquierda Unida Madrid en Pie Municipalista (IU-MpM)                                    | Izquierda Unida Madrid en Pie Municipalista (IU-MpM)                                    | 42.855,000        | 2,63                 | 0                    |
| Partit Animalista Contra el Maltractament Animal (PACMA)                                | Partit Animalista Contra el Maltractament Animal (PACMA)                                | 8.220,000         | 0,50                 | 0                    |
| Per un Món Més Just (PUM+J)                                                             | Per un Món Més Just (PUM+J)                                                             | 1.958,000         | 0,12                 | 0                    |
| Unió Progrés i Democràcia (UPyD)                                                        | Unió Progrés i Democràcia (UPyD)                                                        | 1.882,000         | 0,12                 | 0                    |
| Falange Espanyola de les JONS (FE de las JONS)                                          | Falange Espanyola de les JONS (FE de las JONS)                                          | 1.322             | 0,08                 | 0                    |
| Amb tu Més (CNTG+)                                                                      | Amb tu Més (CNTG+)                                                                      | 1.195,000         | 0,07                 | 0                    |
| Partit Castellà-Terra Comunera-Partit del Progrés de les Ciutats (PCAS-TC-PPCCAL-PACTO) | Partit Castellà-Terra Comunera-Partit del Progrés de les Ciutats (PCAS-TC-PPCCAL-PACTO) | 1.112,000         | 0,07                 | 0                    |
| Partit Humanista (PH)                                                                   | Partit Humanista (PH)                                                                   | 929               | 0,06                 | 0                    |
| Partit Comunista dels Treballadors d'Espanya (PCTE)                                     | Partit Comunista dels Treballadors d'Espanya (PCTE)                                     | 791               | 0,05                 | 0                    |
| Partit Llibertari (P-Lib)                                                               | Partit Llibertari (P-Lib)                                                               | 746               | 0,05                 | 0                    |
| Partit Comunista dels Pobles d'Espanya (PCPE)                                           | Partit Comunista dels Pobles d'Espanya (PCPE)                                           | 732               | 0,04                 | 0                    |
| Madrid Intel·ligent (MI)                                                                | Madrid Intel·ligent (MI)                                                                | 620               | 0,04                 | 0                    |
| Moviment Catòlic Espanyol (MCE)                                                         | Moviment Catòlic Espanyol (MCE)                                                         | 544               | 0,03                 | 0                    |
| Unió per Leganés (ULEG)                                                                 | Unió per Leganés (ULEG)                                                                 | 452               | 0,03                 | 0                    |
| Vots en blanc                                                                           | Vots en blanc                                                                           | 7.052,000         | 0.43                 | n/a                  |
| Vots vàlids                                                                             | Vots vàlids                                                                             | 1.634.930,0000000 | 100,00               | 57                   |
| Vots nuls                                                                               | Vots nuls                                                                               | 5.826,000         | Participació: 68,23% | Participació: 68,23% |
| Votants                                                                                 |                                                                                         |                   | Participació: 68,23% | Participació: 68,23% |
| Electors                                                                                |                                                                                         |                   | Participació: 68,23% | Participació: 68,23% |

## Regidors electes
Relació de regidors electes:
| No. | Nom                                      | Llista | Llista     |
| --- | ---------------------------------------- | ------ | ---------- |
| 1   | Manuela Carmena Castrillo                |        | Más Madrid |
| 2   | José Luis Martínez-Almeida Navasqüés     |        | PP         |
| 3   | Begoña Villacís Sánchez                  |        | Cs         |
| 4   | Marta Higueras Garrobo                   |        | Más Madrid |
| 5   | Pepu Hernández Fernández                 |        | PSOE       |
| 6   | Andrea Levy Soler                        |        | PP         |
| 7   | Rita Maestre Fernández                   |        | Más Madrid |
| 8   | Santiago Saura Martínez de Toda          |        | Cs         |
| 9   | María Inmaculada Sanz Otero              |        | PP         |
| 10  | Pablo Soto Bravo                         |        | Más Madrid |
| 11  | Francisco Javier Ortega Smith-Molina     |        | Vox        |
| 12  | María Mercedes González Fernández        |        | PSOE       |
| 13  | Silvia Saavedra Ibarrondo                |        | Cs         |
| 14  | José Manuel Calvo del Olmo               |        | Más Madrid |
| 15  | Francisco de Borja Carabante Muntada     |        | PP         |
| 16  | Inés Sabanés Nadal                       |        | Más Madrid |
| 17  | Engracia Hidalgo Tena                    |        | PP         |
| 18  | Miguel Ángel Redondo Rodríguez           |        | Cs         |
| 19  | Ramón Silva Buenadicha                   |        | PSOE       |
| 20  | Ignacio Murgui Parra                     |        | Más Madrid |
| 21  | Francisco de Borja Fanjul Fernández-Pita |        | PP         |
| 22  | Marta Gómez Lahoz                        |        | Más Madrid |
| 23  | Ángel Niño Quesada                       |        | Cs         |
| 24  | Pedro Fernández Hernández                |        | Vox        |
| 25  | Paloma García Romero                     |        | PP         |
| 26  | Jorge García Castaño                     |        | Más Madrid |
| 27  | María Mar Espinar Mesa Moles             |        | PSOE       |
| 28  | Martín Casariego Córdoba                 |        | Cs         |
| 29  | Esther Gómez Morante                     |        | Más Madrid |
| 30  | Almudena Maíllo del Valle                |        | PP         |
| 31  | Francisco Pérez Ramos                    |        | Más Madrid |
| 32  | Pedro Esteban Barrero Cuadrado           |        | PSOE       |
| 33  | Sofía Miranda Esteban                    |        | Cs         |
| 34  | Álvaro González López                    |        | PP         |
| 35  | Maysoun Douas Maadi                      |        | Más Madrid |
| 36  | Arantzazu Purificación Cabello López     |        | Vox        |
| 37  | María Cayetana Hernández de la Riva      |        | PP         |
| 38  | Mariano Fuentes Sedano                   |        | Cs         |
| 39  | José Javier Barbero Gutiérrez            |        | Más Madrid |
| 40  | Maite Pacheco Mateo-Sagasta              |        | PSOE       |
| 41  | María Pilar (Cuca) Sánchez Álvarez       |        | Más Madrid |
| 42  | Sonia Cea Quintana                       |        | PP         |
| 43  | José Aniorte Rueda                       |        | Cs         |
| 44  | Félix López-Rey Gómez                    |        | Más Madrid |
| 45  | José Fernández Sánchez                   |        | PP         |
| 46  | Alfredo González Gómez                   |        | PSOE       |
| 47  | Pilar Perea Moreno                       |        | Más Madrid |
| 48  | Concepción Chapa Monteagudo              |        | Cs         |
| 49  | Fernando Martínez Vidal                  |        | Vox        |
| 50  | Blanca Pinedo Texidor                    |        | PP         |
| 51  | Luis Cueto Álvarez de Sotomayor          |        | Más Madrid |
| 52  | Alberto Serrano Patiño                   |        | Cs         |
| 53  | Loreto Sordo Ruiz                        |        | PP         |
| 54  | María Estrella Sánchez Fernández         |        | Más Madrid |
| 55  | Enma López Araujo                        |        | PSOE       |
| 56  | Miguel Montejo Bombín                    |        | Más Madrid |
| 57  | Francisco Javier Ramírez Caro            |        | PP         |